# Mistrzostwa Świata Juniorów w Narciarstwie Klasycznym 1979
Mistrzostwa Świata Juniorów w Narciarstwie Klasycznym 1979 – zawody sportowe, które odbyły się od 16 do 18 lutego 1979 r. w kanadyjskim Mont-Sainte-Anne. Podczas mistrzostw zawodnicy rywalizowali w 6 konkurencjach, w trzech dyscyplinach klasycznych: skokach narciarskich, kombinacji norweskiej oraz w biegach narciarskich. W tabeli medalowej zwyciężyła reprezentacja NRD, której zawodnicy zdobyli 2 złote, 1 srebrny i 1 brązowy medal.

## Program
16 lutego
- Kombinacja norweska - skocznia normalna, 15 kilometrów indywidualnie (M)
- Biegi narciarskie - 5 kilometrów (K), 15 kilometrów (M)

18 lutego
- Skoki narciarskie - skocznia normalna indywidualnie (M)
- Biegi narciarskie - sztafeta 3x5 kilometrów (K), 3x5 kilometrów (M)

## Medaliści

### Biegi narciarskie
Mężczyźni
| Konkurencja            | Data           | Złoto                                                        | Srebro                                                        | Brąz                                                             |
| ---------------------- | -------------- | ------------------------------------------------------------ | ------------------------------------------------------------- | ---------------------------------------------------------------- |
| Bieg na 15 km          | 16 lutego 1979 | Thomas Eriksson                                              | Aleksandr Czajko                                              | Aleksandr Kutukin                                                |
| Bieg sztafetowy 3x5 km | 18 lutego 1979 | ZSRR Siergiej Ticzkow · Aleksandr Czajko · Aleksandr Kutukin | Szwecja Sven-Erik Danielsson · Jan Ottosson · Thomas Eriksson | Norwegia Pål Gunnar Mikkelsplass · Hans Erik Tofte · Martin Hole |

Kobiety
| Konkurencja            | Data           | Złoto                                                  | Srebro                                                   | Brąz                                                         |
| ---------------------- | -------------- | ------------------------------------------------------ | -------------------------------------------------------- | ------------------------------------------------------------ |
| Bieg na 5 km           | 16 lutego 1979 | Marlies Rostock                                        | Carina Sandberg                                          | Carola Anding                                                |
| Bieg sztafetowy 3x5 km | 18 lutego 1979 | NRD Marlies Rostock · Carola Anding · Birgit Schreiber | Szwecja Eva Ludvigsson · Eva Lundqvist · Carina Sandberg | ZSRR Marina Maszanowa · Gulnur Miatorowa · Marija Tomasewicz |

### Skoki narciarskie
Mężczyźni
| Konkurencja                       | Data           | Złoto       | Srebro          | Brąz            |
| --------------------------------- | -------------- | ----------- | --------------- | --------------- |
| Skocznia normalna - indywidualnie | 18 lutego 1979 | Horst Bulau | Ulrich Pscherra | Hiroyasu Aizawa |

### Kombinacja norweska
Mężczyźni
| Konkurencja                                      | Data           | Złoto            | Srebro          | Brąz           |
| ------------------------------------------------ | -------------- | ---------------- | --------------- | -------------- |
| Skocznia normalna, bieg na 15 km - indywidualnie | 16 lutego 1979 | Hermann Weinbuch | Martin Schartel | Hubert Schwarz |

## Tabela medalowa
| Klasyfikacja medalowa | Klasyfikacja medalowa | Klasyfikacja medalowa | Klasyfikacja medalowa | Klasyfikacja medalowa | Klasyfikacja medalowa |
| Lp.                   | Państwo               | złoto                 | srebro                | brąz                  | złoto · srebro · brąz |
| --------------------- | --------------------- | --------------------- | --------------------- | --------------------- | --------------------- |
| 1.                    | NRD                   | 2                     | 1                     | 1                     | 4                     |
| 2.                    | Szwecja               | 1                     | 3                     | 0                     | 4                     |
| 3.                    | ZSRR                  | 1                     | 1                     | 2                     | 4                     |
| 4.                    | RFN                   | 1                     | 1                     | 1                     | 3                     |
| 5.                    | Kanada                | 1                     | 0                     | 0                     | 1                     |
| 6.                    | Japonia               | 0                     | 0                     | 1                     | 1                     |
| 6.                    | Norwegia              | 0                     | 0                     | 1                     | 1                     |